# 外国為替平衡操作
外国為替平衡操作（がいこくかわせへいこうそうさ）や外国為替市場介入（がいこくかわせしじょうかいにゅう、英: foreign exchange market intervention, currency intervention）、為替介入（かわせかいにゅう）とは、外国為替市場への市場介入のこと。日本では財務省の命令で日本銀行が行なう。日本以外の為替当局が行うものについても本項で扱う。

## 概要

### 目的
変動相場制において、機関投資家取引などによる為替レート変動の過度な動きを緩和するのが目的。
為替レートが諸般の事情で投機の対象となった場合、急激なレート変動が実体経済に対して悪影響を与える場合がある。このようなとき、財務省の命令により金融当局（日本銀行）が、市場取引に参加し通貨の売買をする。更に、日本銀行が海外の通貨当局に為替介入を委託することもある。

### 介入の方法
介入する際は、外貨準備（財務省の外国為替資金特別会計）から捻出される資金をもって取引が行なわれる。介入の実績は、財務省から公表される。
円売りドル買い介入の場合、国庫短期証券（短期日本国債）を発行し、日本の国債市場にて売却。2000年3月までは政府短期証券（当時の短期日本国債の名称）の全量を日本銀行が直接引き受けていたが、2000年4月からは政府短期証券の市中完全入札により介入資金を調達している。これにより調達した円資金を外国為替市場で売却し、ドルを買い入れる。ドル売り介入の場合は、外貨準備から米国債を取り崩して工面する。
アナウンス効果を目的とした発言だけで、行動が伴っていないと解釈されれば口先介入と呼ばれる場合もある。
一国だけが介入する場合を単独介入、複数の国が同時に介入する場合を協調介入と呼ぶ。
不胎化介入（sterilized intervention）とは、為替介入より国内の金融政策が影響を受けないよう調整する為替介入。逆に国内の金融政策に影響が及ぶことに対し調整を行わない為替介入を、非不胎化介入と呼ぶ。日本では不胎化介入が一般的である。

### 介入の効果
介入は、覆面で非公開で行なわれる。このため、過度なレート変動時には金融当局による介入が危惧され、自律的に変動が緩和されることもある。為替介入については、介入そのものに効果があるとする意見がある一方で、介入には効果がないが政府の意思を市場に伝える効果（アナウンス効果）があるとする意見がある。
協調介入ではなく、一国の単独介入では効果は極めて小さい。まして、2011年現在の制度を前提とするかぎり、不胎化介入で供給された資金は早晩吸収されてしまう。
日本円、米ドル、ユーロなどは、何の裏付けもない信用で成り立っている通貨のため、中央銀行が無限に通貨を作り出すことができる。このためインフレ目標を定め、通貨の価値をコントロールしている。金融政策や財政政策により、自国通貨の価値を変えることで、外国為替相場を動かすことはできる。しかしながら、通貨の価値を変えない不胎化介入では、需給の揺らぎにより瞬間的な相場の揺らぎは作り出せるが、インフレ目標で通貨の価値を誘導している状況では、為替介入では通貨の価値が変わっていないので理論上は外国為替相場は変化しない。
為替介入の効果は短期的な為替レートの変動を牽制する役割がせいぜいのところであることに留意すべきである。為替レートの水準の是正を目的とした介入は、国際的な批判を覚悟しなければならない。また、為替介入によって、為替レートの水準を中長期的に変えることは困難であるとされる。仕組みから言って為替介入は短期的な効果しかないし、金融政策が変わらない限り為替レートは変わらないとされる。変動相場制の下では、為替介入はあまり意味がなく、国際的な常識では、適切な金融政策が行われていれば為替介入は必要がないとされている。
かつて、1992年のポンド危機において、イギリス金融当局は下落し続けるポンドを防衛しようと、ポンド買いの市場介入を行ったが、ジョージ・ソロスなどの投資家のポンド売りを支えることが出来ず、ポンドは下落し続けた。
一方、2024年4月下旬、1ドル158円と、歴史的な円安が進んでいた時期に、日本は円買いの介入を行い、円は急騰した。この介入により、日本の金融当局が重視する水準は1ドル160円前後であると市場へのメッセージに繋がり、これ以上の円安を防いだという評価がある。アメリカ外交問題評議会のブラッド・セッツァーは、この介入を効果的だったと評価し、「介入の一般的な無効性についての理論はアップデートされる必要がある」との論文を発表した。

## 歴史
| 時期                         | 介入総額    | 通貨                 | 財務大臣 （大蔵大臣） | 目的                                                                                 |
| ---------------------------- | ----------- | -------------------- | --------------------- | ------------------------------------------------------------------------------------ |
| 1995年2月17日 - 9月22日      | 4兆9589億円 | 円売、ドル買         | 武村正義              | 79円台にまで進んだ円高による日米貿易摩擦を懸念                                       |
| 1998年4月9日 - 4月10日       | 2兆8158億円 | ドル売、円買         | 松永光                | 1ドル130円台にまで進んだ円安の是正                                                   |
| 1999年6月10日 - 7月21日      | 4兆4073億円 | 円売、ドル・ユーロ買 | 宮沢喜一              | 120円台の円高の是正                                                                  |
| 2001年9月17日 - 9月28日      | 3兆2107億円 | 円売、ドル・ユーロ買 | 塩川正十郎            | アメリカ同時多発テロ事件の影響による円高の阻止                                       |
| 2002年5月22日 - 6月28日      | 4兆162億円  | 円売、ドル・ユーロ買 | 塩川正十郎            | 123円台後半まで急騰した円高の是正                                                    |
| 2003年5月8日 - 2004年3月16日 | 32兆8694円  | 円売、ドル・ユーロ買 | 塩川正十郎、谷垣禎一  | デフレーションの克服。円高の是正。テイラー・溝口介入。                               |
| 2010年9月15日                | 2兆1249億円 | 円売、ドル・ユーロ買 | 野田佳彦              | 15年ぶりに82円台後半まで上昇した円高の是正                                           |
| 2011年3月18日                | 6925億円    | 円売、ドル買         | 野田佳彦              | 東日本大震災後の投機的な市場の抑制(左記は日銀公表分で協調介入総額は2兆円以上)        |
| 2011年8月5日                 | 4兆5129億円 | 円売、ドル買         | 野田佳彦              | 投機的な市場の抑制                                                                   |
| 2011年10月31日               | 8兆722億円  | 円売、ドル買         | 安住淳                | 投機的な市場の抑制                                                                   |
| 2011年11月1日 - 11月4日      | 1兆195億円  | 円売、ドル買         | 安住淳                | 投機的な市場の抑制。（当介入は覆面介入であったことを財務省が2012年2月7日に正式発表） |
| 2022年9月22日                | 2兆8382億円 | ドル売、円買         | 鈴木俊一              | 1ドル145円台にまで進んだ円安の是正                                                   |
| 2022年10月21日               | 5兆6202億円 | ドル売、円買         | 鈴木俊一              | 1ドル151円台にまで進んだ円安の是正                                                   |
| 2022年10月24日               | 7296億円    | ドル売、円買         | 鈴木俊一              | 1ドル149円台にまで進んだ円安の是正                                                   |
| 2024年4月29日                | 5兆9185億円 | ドル売、円買         | 鈴木俊一              | 34年ぶりに1ドル160円台にまで進んだ円安の是正                                         |
| 2024年5月1日                 | 3兆8700億円 | ドル売、円買         | 鈴木俊一              | 同上                                                                                 |

1991年4月以降の為替介入について財務省は公開しているが、2004年3月16日までは小さな金額を含めると常時頻繁に日常的に為替介入を行っていた。それ以降は行われなくなり、2010年9月15日 - 2011年11月4日に合計8日間行われ、その次は2022年9月22日だった。
日本政府の外貨準備高は2012年3月時点で1兆1160億ドルであり、為替差損は一時数十兆円規模に拡大したという。しかし2025年現在は円安が進んだ結果、逆に為替差益が発生しており、立憲民主党や国民民主党らからは含み益を活用した財政策を取るべきという意見も度々出されている。なお財務省は外貨準備の為替差益・差損については決算時の剰余金（欠損金）のみ公表しており、含み益や評価損は公表していない。
日本銀行が保有する国庫短期証券の残高は、2010年末が19兆8252億円、2011年末は24兆564億円である。

### テイラー・溝口介入
2004年はじめ行われた大規模な市場介入がある。前年の8月頃から、イラク情勢などの影響により投機筋は大幅な円高になると見込んでいた。このため投資ファンドは世界中から巨額の資金を集めて円買いを進め、1ドル117円前後で安定していた円相場は105円台に迫るまで跳ね上がっており、すぐに100円を切るとの観測もされていた。これに対抗するため、日本銀行は1日1兆円規模の円売り介入を継続的に実施した。
- 自国通貨安を追求する場合究極的には、国内物価のインフレを覚悟し通貨である円を刷ればいくらでも可能である（そして当時日本はデフレ状況であった）。
- 実際には為替平衡債を発行して得た円をドルに交換するが、これによって得たドルで現状ドル債権を購入した場合には、低金利の円と金利の高いドルとで利鞘が発生し続ける。
- 投資マネーにより人為的に安価になったレート（円高）でドルを手に入れる場合には、元に戻れば為替差益が発生する。
- 自国通貨安を誘導する為替介入においては必ずしも利益を上げる必要はなく、為替差損によって通貨価値が希釈され安値に誘導される。一方で購入した通貨の一部（あるいは全部）を塩漬け（投資に利用しない状態）にすることで交換した通貨流通国のキャッシュフローを制限し、自国通貨が相対的に安値となるようにする。

この巨額な（当時のドル債権保有高は100兆円、介入は30兆円以上）介入は世上で「日銀砲」と俗称され日銀の為替介入とされているが、実際には日本政府、つまり財務省管轄下の外国為替資金特別会計がその介入を指示している。日本政府は日本国債の一種である国庫短期証券を債券市場にて発行する事により民間や日本銀行（国庫短期証券は国債ではあるが、短期国債は日本銀行法第34条第4号で日本銀行による直接引き受けが許されている。ただし大蔵省が1998年12月22日に発表した「円の国際化の推進策について」より直接引き受けは止めた。）などから借り入れて介入資金を調達している。そのため日本国民の持つ莫大な金融資産を背景に資金を調達する日本政府の為替介入は、投機資金を寄せ付けなかった。
なお、この時の介入においては、通常行なわれる不胎化政策が事実上行なわれなかった。
当時の溝口善兵衛財務官とジョン・ブライアン・テイラー財務次官の間では介入について様々なやりとりがあったといわれており、このことからテイラー・溝口介入と呼ばれている。
テイラーは「その経験からすると、このような大規模介入は繰り返すべきではない」と記している。

## 日本以外における為替介入

### アメリカ
アメリカ合衆国財務省は、1970年代から1980年代にかけて頻繁にドル売り・ドル買い介入を繰り返してきたが、1995年にロバート・ルービンが財務長官に就任して以来は、2,3回しか介入を行っておらず、2000年以降は2011年まで全く介入を実施していない。巨大で参加者が多数、かつインターネットで瞬時に為替の情報共有が出来る為替市場を相手に、連邦政府だけがアメリカ合衆国ドル相場の為替操作を試みるのは『もはや無駄』との考えからである。

### アイスランド
2008年に入ってからの同国通貨クローナの対ユーロ下落に対してクローナ買いユーロ売り為替介入を行った。

### ウクライナ
2008年9月からわずか一ヶ月で同国通貨グリブナが40%以上下落、グリブナ買いの為替介入を行った。

### スイス
2009年のギリシャ危機以降、対ユーロでスイス通貨スイス・フランが上昇、スイスフラン売りユーロ買いの為替介入を約1年間続けた。しかし、急激な上昇を食い止めるのがやっとで上昇傾向そのものは変わらず、スイス国立銀行は1兆円に上る巨額の損失を計上した。またスイスの外貨準備高は、為替介入の影響で1年で5倍となった。
2010年6月には、為替介入の打ち切りを突如発表した。2011年9月6日以降、スイス国立銀行は1ユーロが1.2スイスフランを下回った時点で、無制限に介入を行ってきたが、ユーロが量的緩和を行うなど、ユーロの下落圧力に抗しきれず、2015年1月15日には、対ユーロの為替レート上限を放棄するに至った。

### ロシア
2009年10月頃から同国通貨ロシア・ルーブルの対ドル上昇を抑制する為、15億ドルから20億ドル程度のルーブル売りドル買い介入を行った。

### インドネシア
1997年のアジア通貨危機の際には、ドル売りインドネシアルピア買い介入が行われている。

### 新興国
2011年9月、ヨーロッパの財政不安をきっかけとして、リスク回避で新興国から資金流出が発生した。ブラジルやアジア、東ヨーロッパの新興国が、米ドルなどを売って自国通貨を買う為替介入を相次いで実施した。